# Geleinsmühle
Geleinsmühle (auch Geilingsmühle oder Gäßlersmühl genannt) ist ein Wohnplatz der Gemeinde Simmershofen im Landkreis Neustadt an der Aisch-Bad Windsheim (Mittelfranken, Bayern). Der Ort Liegt in der Gemarkung Simmershofen.

## Geographie
Die Einöde liegt am Mühlbach, einem linken Zufluss der Gollach und ist von Ackerflächen umgeben. Ein Anliegerweg führt zu einer Gemeindeverbindungsstraße, die nach Simmershofen zur Staatsstraße 2256 verläuft (1,1 km südwestlich).

## Geschichte
Gegen Ende des 18. Jahrhunderts gab es in Geleinsmühle ein Anwesen. Das Hochgericht übte das ansbachische Oberamt Uffenheim aus. Von 1797 bis 1808 unterstand Geleinsmühle dem preußischen Justiz- und Kammeramt Uffenheim.
1806 kam der Ort an das Königreich Bayern. Mit dem Gemeindeedikt (frühes 19. Jahrhundert) wurde Geleinsmühle dem Steuerdistrikt Simmershofen und der Ruralgemeinde Simmershofen zugewiesen.

### Einwohnerentwicklung
| Jahr      | 001818 | 001836 | 001840 | 001861 | 001871 | 001885 |
| Einwohner | 4      | 4      | 10     | 6      | 8      | 5      |
| Häuser    | 1      | 1      | 1      |        |        | 1      |
| Quelle    | [ 2 ]  | [ 9 ]  | [ 10 ] | [ 11 ] | [ 12 ] | [ 13 ] |

## Religion
Der Ort ist evangelisch-lutherisch geprägt und bis heute nach St. Michael und Crispin (Simmershofen) gepfarrt.

## Weblink
- Geleinsmühle in der Ortsdatenbank von bavarikon, abgerufen am 20. August 2021.